# Куарт-де-лес-Вальс
Куарт-де-лес-Вальс (валенс. Quart de les Valls (офіційна назва), ісп. Cuart de les Valls) — муніципалітет в Іспанії, у складі автономної спільноти Валенсія, у провінції Валенсія. Населення — 1099 осіб (2010).

## Географія
Муніципалітет розташований на відстані близько 300 км на схід від Мадрида, 31 км на північ від Валенсії.

## Демографія
Динаміка населення (INE ):

## Галерея зображень

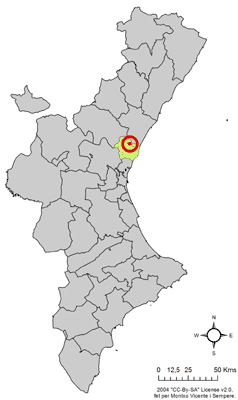
Розташування муніципалітету Куарт-де-лес-Вальс у автономній спільноті Валенсія
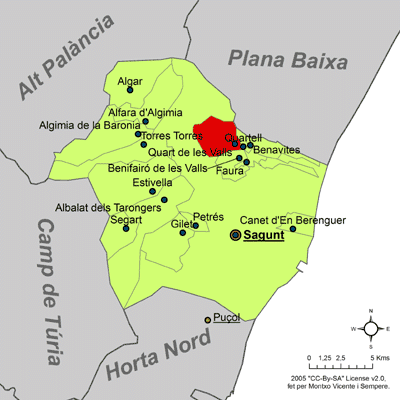
Розташування муніципалітету Куарт-де-лес-Вальс у комарці Кампо-де-Морведре
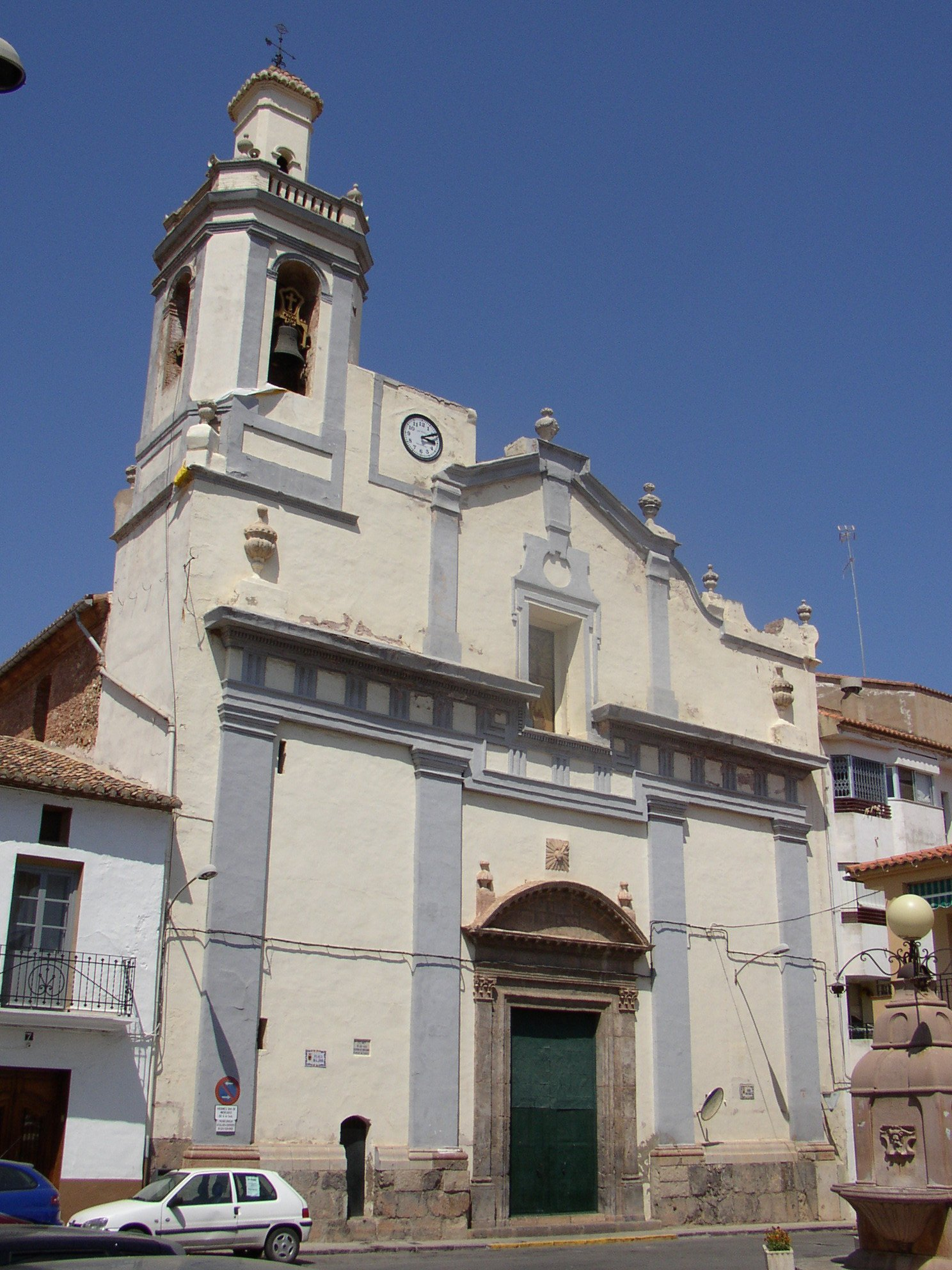
Парафіяльна церква